# Henry Crowell
Henry Parsons Crowell (1855–1944) fue un hombre de negocios estadounidense, fundador de Quaker Oats Company en 1901 y filántropo.

## Biografía
Como fundador de Quaker Oats Company, Henry Parsons Crowell ayudó a guiar los hábitos alimenticios de los estadounidenses y, en el proceso, ayudó a crear nuevos métodos de marketing y comercialización.
Crowell pasó gran parte de su vida en los negocios y la filantropía. Durante 40 años fue presidente de la Junta de Síndicos del Instituto Bíblico Moody. El Fideicomiso Henry Parsons Crowell y Susan Coleman Crowell establece cuidadosamente que el propósito de su Fideicomiso familiar personal es financiar la enseñanza y la extensión activa de las doctrinas del cristianismo evangélico.

## Legado
Crowell donó más del 70 por ciento de su riqueza a Crowell Trust. El Instituto Bíblico Moody nombró el edificio Crowell Hall de 12 pisos en su honor. Fue considerado como uno de los empresarios cristianos más respetados a principios del siglo XX en los Estados Unidos.